# South of the Border (Ed Sheeran)
South of the Border è un singolo del cantautore britannico Ed Sheeran, pubblicato il 12 luglio 2019 come sesto estratto dal sesto album in studio No. 6 Collaborations Project.

## Descrizione
Seconda traccia dell'album, il brano ha visto la partecipazione vocale della cantante cubana Camila Cabello e della rapper statunitense Cardi B ed è caratterizzato da sonorità pop latino.

## Video musicale
Il video musicale, diretto da Jason Koenig, è stato pubblicato il 4 ottobre 2019 attraverso il canale YouTube del cantautore.
In esso, Ed Sheeran interpreta Teddy Fingers, Camila Cabello interpreta Mariposa e Cardi B se stessa. Appaiono inoltre anche l'attrice Alexis Ren, nei panni di Scarlet Jones, e l'attore Paul Karmiryan come Agent X.

## Tracce
Testi e musiche di Ed Sheeran, Steve Mac, Fred Gibson, Camila Cabello, Belcalis Almánzar e Jordan Thorpe.
Streaming
1. South of the Border (feat. Camila Cabello & Cardi B) – 3:41

Download digitale – Cheat Codes Remix
1. South of the Border (feat. Camila Cabello & Cardi B) (Cheat Codes Remix) – 3:15

Download digitale – Sam Feldt Remix
1. South of the Border (feat. Camila Cabello & Cardi B) (Sam Feldt Remix) – 2:53

Download digitale – Acoustic
1. South of the Border (feat. Camila Cabello) (Acoustic) – 3:14

Download digitale – Andy Jarvis Remix
1. South of the Border (feat. Camila Cabello & Cardi B) (Andy Jarvis Remix) – 3:08

## Formazione
Musicisti
- Ed Sheeran – voce, chitarra
- Camila Cabello – voce aggiuntiva
- Cardi B – voce aggiuntiva
- Steve Mac – tastiera
- FRED – batteria, tastiera, basso, sintetizzatore

Produzione
- Steve Mac – produzione
- FRED – produzione
- Ed Sheeran – produzione
- Șerban Ghenea – missaggio
- John Hanes – assistenza al missaggio
- Evan LaRay – ingegneria voce di Cardi B
- Simone Torres – assistenza tecnica
- Stuart Hawkes – mastering

## Successo commerciale
Nella settimana del 24 ottobre 2019, il singolo è entrato nella top 10 della Official Singles Chart britannica alla settima posizione, diventando il ventiseiesimo a riuscirci per Ed Sheeran e il quarto sia per Camila Cabello che per Cardi B; ha in seguito raggiunto la quarta.
In Italia il brano è stato uno dei più trasmessi dalle radio per due anni consecutivi.

## Classifiche

### Classifiche settimanali
| Classifica (2019-20) | Posizione massima |
| -------------------- | ----------------- |
| Australia            | 12                |
| Austria              | 38                |
| Belgio (Fiandre)     | 36                |
| Belgio (Vallonia)    | 22                |
| Canada               | 14                |
| Croazia              | 6                 |
| Danimarca            | 18                |
| Estonia              | 13                |
| Finlandia            | 7                 |
| Francia              | 75                |
| Germania             | 33                |
| Grecia               | 16                |
| Irlanda              | 6                 |
| Islanda              | 23                |
| Italia               | 52                |
| Lettonia             | 12                |
| Lituania             | 23                |
| Norvegia             | 13                |
| Nuova Zelanda        | 14                |
| Paesi Bassi          | 14                |
| Polonia              | 22                |
| Portogallo           | 33                |
| Regno Unito          | 4                 |
| Repubblica Ceca      | 10                |
| Romania              | 13                |
| Russia               | 127               |
| Singapore            | 9                 |
| Slovacchia           | 8                 |
| Slovenia             | 13                |
| Spagna               | 61                |
| Stati Uniti          | 49                |
| Svezia               | 14                |
| Svizzera             | 19                |
| Ungheria (download)  | 21                |
| Ungheria (streaming) | 11                |

### Classifiche di fine anno
| Classifica (2019) | Posizione |
| ----------------- | --------- |
| Australia         | 54        |
| Canada            | 87        |
| Irlanda           | 50        |
| Paesi Bassi       | 99        |
| Regno Unito       | 55        |
| Ungheria          | 67        |
| Classifica (2020) | Posizione |
| Australia         | 90        |
| Croazia           | 23        |
| Portogallo        | 179       |
| Regno Unito       | 77        |
| Romania           | 42        |
| Svizzera          | 86        |

## Date di pubblicazione
| Paese  | Data di pubblicazione | Formato                               |
| ------ | --------------------- | ------------------------------------- |
| Mondo  | 12 luglio 2019        | Streaming                             |
| Mondo  | 27 settembre 2019     | Download digitale (Cheat Codes Remix) |
| Mondo  | 11 ottobre 2019       | Download digitale (Sam Feldt Remix)   |
| Italia | 18 ottobre 2019       | Airplay                               |